# Hydaticus schelkovnikovi
Hydaticus schelkovnikovi är en skalbaggsart som beskrevs av Zaitzev 1913. Hydaticus schelkovnikovi ingår i släktet Hydaticus och familjen dykare. Inga underarter finns listade i Catalogue of Life.